# Jablonové (powiat Malacky)
Jablonové – wieś i gmina (obec) w zachodniej Słowacji, w powiecie Malacky, w kraju bratysławskim na Słowacji.